# 길재호
길재호(吉在號, 1923년 4월 15일~1985년 9월 28일)는 대한민국의 군인 출신 정치인이다. 본관은 해평(海平)이다.

## 이력
평안북도 영변에서 출생하였으며 경성부에서 어린 시절을 보냈다. 1949년 육군사관학교 8기로 졸업하였다. 
1963년, 육군 준장으로 예편하였다. 이후 정계에 진출하였으며 제6대 국회의원 선거를 앞두고 민주공화당 후보로 금산군 선거구에 출마해 당선되었다.

## 학력
- 1949년 육군사관학교 8기
- 1954년 국민대학교 법학과 학사
- 1955년 육군보병학교
- 1957년 대한민국 육군대학 졸업
- 1960년 국방대학교 행정학사 5기

## 약력
- 육군 제1전투여단 부여단장
- 국가재건최고회의 보건사회위원장
- 국가재건최고회의 법무사회위원장
- 육군 준장 예편
- 민주공화당 충청남도 제13지구당위원장
- 국회 내무위원장
- 무임소 장관(정무담당)
- 민주공화당 사무총장

## 역대 선거 결과
|  | 62.10% |

|  | 71.64% |

|  | 48.8% |